# Willem Maurits Bruininck
Willem Maurits Bruininck (Lichtenvoorde, Januari 1689 – Batavia, 1749) was een koopman in dienst van de VOC en van 1740 tot 1742 gouverneur van Ceylon.

## Levensloop
Willem Bruininck kwam uit Lichtenvoorde, een van de voogdijen van de heerlijkheid Borculo in het oosten van Gelderland. Hij was een zoon van Peter Bruininck, die daar voogd was. Zijn moeder was Wilhelmina Verwitt.

### Sumatra

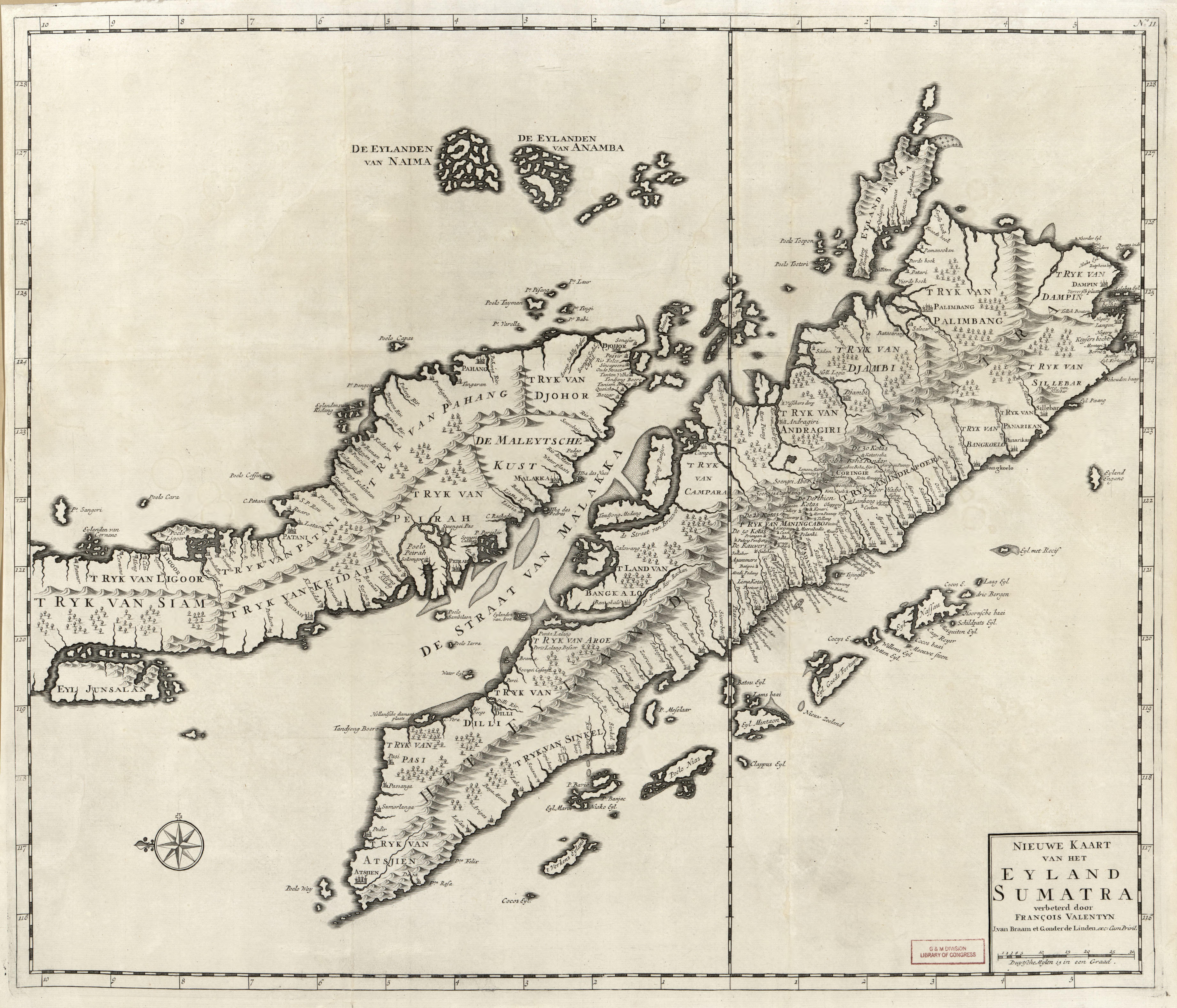
Sumatra. Het noorden is onder en het zuiden boven.

Bruininck ging in 1710 met het schip Huis te Loo voor de VOC-Kamer Amsterdam naar Indië. Hij had de rang van adelborst, wat er op wijst dat hij uit een welgestelde familie kwam en een militaire loopbaan tegemoet kon zien. Niettemin werd hij na ruim tien jaar, op 21 juli 1721, onderkoopman en tweede administrateur in Padang aan de westkust van Sumatra. Padang had een klein fort, pakhuizen, kantoren, een kerk en zo'n driehonderd woonhuizen een eindje landinwaarts aan de Arau rivier, te midden van de wildernis. Twee keer per jaar kwam er een schip uit Batavia langs. In West-Sumatra had de VOC middels contracten met de vele vorsten langs de kust het monopolie op de peperhandel verworven in ruil voor bescherming tegen de sultan van Atjeh. Later kwam daar goud bij, dat gedolven werd in de Barisan bergketen in het Minangkabou rijk. Eerst door inheemse gouddelvers die het verkochten aan de VOC, en vanaf 1670 door de Compagnie zelf in Salida, of Sillida (het huidige Painan), in de bergen vlak bij de kust, met behulp van Europese mijnwerkers. Het goud werd vermunt tot dukaten en Indiase pagoden, om Aziatische producten mee te kopen. Erg succesvol was de mijnbouw niet, dus stopte men er in 1696 weer mee. In de 18de eeuw startte men de mijnbouw nog twee keer op, om er in 1737 definitief mee op te houden.
In juli 1725 werd Bruininck opperhoofd van Poelo Chinco of Tsjingko, het huidige Pulau Cingkuak, een eilandje voor de kust ten zuiden van Padang. Hier had de VOC sinds 1667 een versterkt pakhuis. Vanwege de goede rede had het eiland eigenlijk het hoofdkantoor aan de westkust moeten worden maar vanwege het ongezonde klimaat had men het verlaten voor Padang.

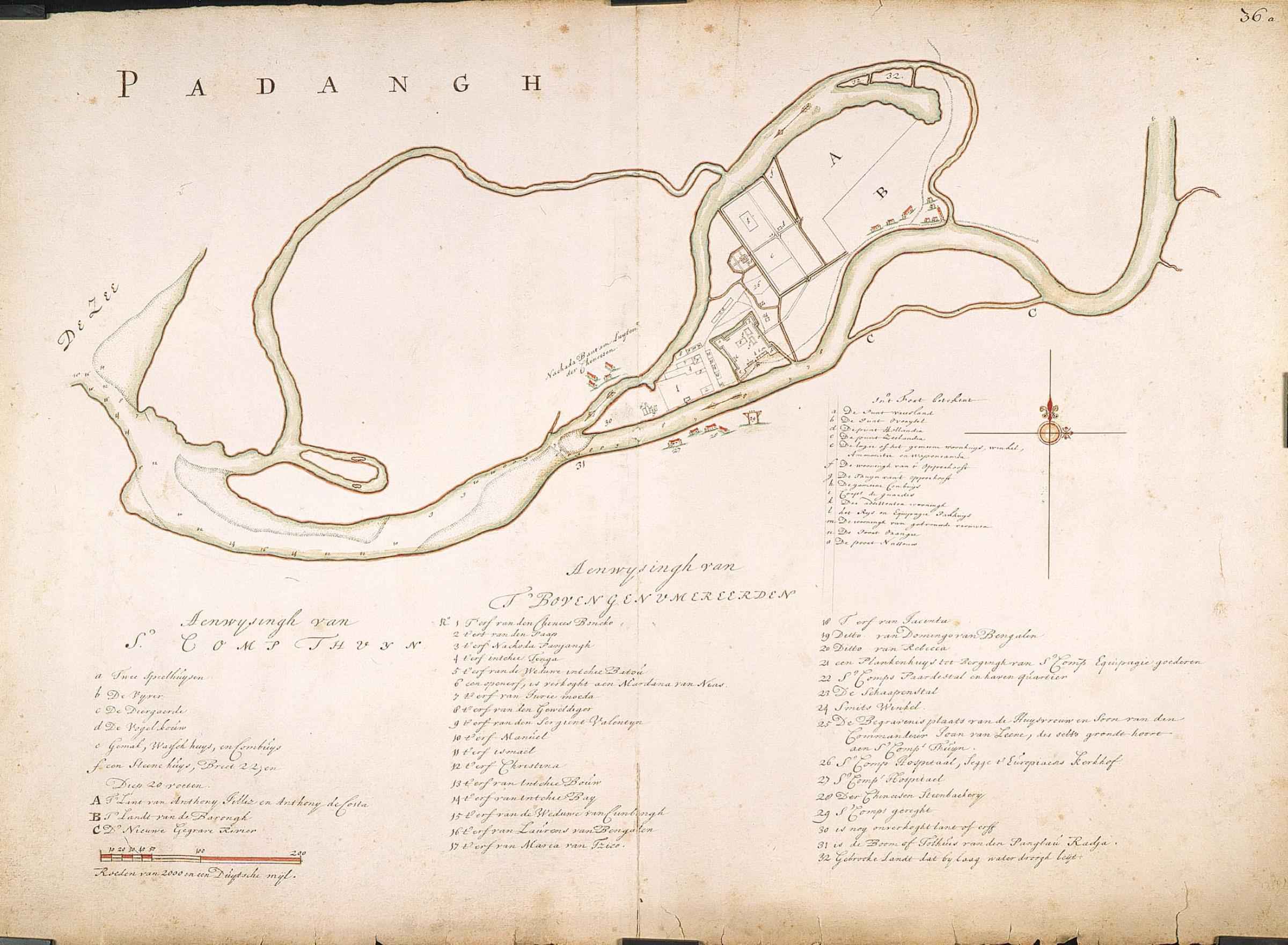
Padang

Precies drie jaar later werd hij in Padang eerste administrateur, in de rang van koopman. Het jaar daarop werd de mijnbouw in Salida weer stilgelegd bij gebrek aan resultaat. Bovendien brandden alle gebouwen af. De oorzaak kon niet achterhaald worden.
Op 31 maart 1730 werd hij met stilstand van gage naar Batavia ontboden, vermoedelijk op verdenking van fraude of particuliere handel. Dit overkwam veel medewerkers van de VOC. Vaak werden ze in Batavia weer vrijgesproken. Ook Bruininck werd gerehabiliteerd. Op 9 september 1731 werd hij weer in dienst genomen.
In 1732 werd hij bevorderd tot opperkoopman en vertrok hij weer naar Sumatra, waar hij als hoofd van de mijnen in Salida was aangesteld. Deze werden weer heropend voor een laatste poging de goudwinning rendabel te maken. Drie dagreizen van Padang was een nieuwe goudader ontdekt die volgens het aan gouverneur-generaal Durven getoonde monster 'van sodanigen rijkdom was dat genoegsaam uyt massief goud moet bestaan'. Als mijnwerkers had men 'lijfeygenen' in Madagaskar gekocht om op arbeidskosten te besparen.

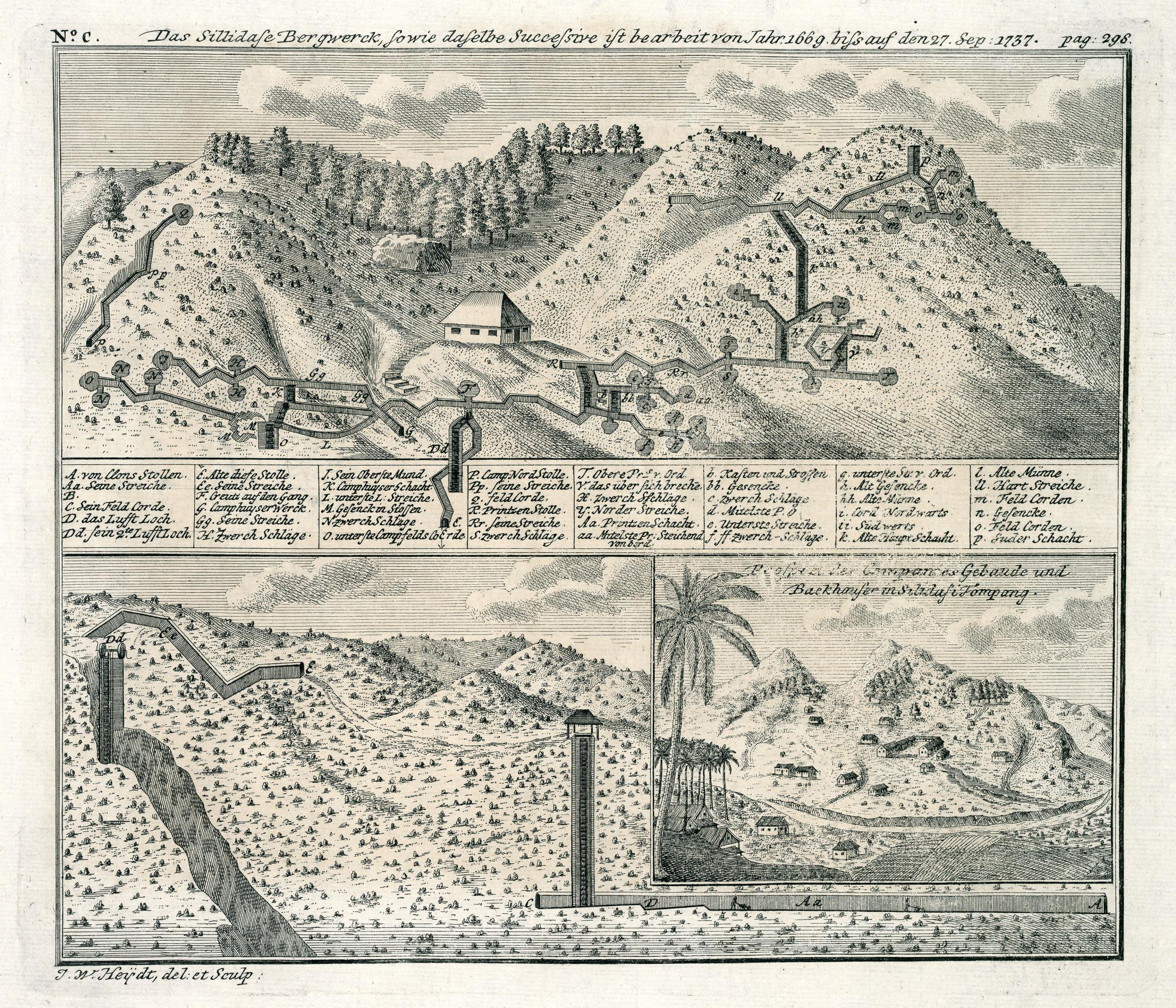
De mijnen van Silida.

Op 5 juli 1734 werd Bruininck benoemd tot gezaghebber van de hele westkust. Hij werd door de Raad van Indië 'een minister van een seer goede reuk onder den inlander' genoemd. Op 22 juli 1735 werd hij bevorderd tot commandeur. Hij bleef ook directeur van de mijnen. Het gehalte aan goud en zilver in de gedolven ertsen viel echter tegen en de aders braken vaak af. Bovendien stierven veel mijnwerkers door gebrek aan zuurstof onder de grond.
Op 22 juni 1736 werd Bruininck benoemd tot eerste secretaris van de Raad van Indië. Hij schreef een memorie van overgave voor zijn opvolger, George Frederik Haverman, en vertrok naar Batavia. In juli 1737 werd hij daar wegens ziekte ontslagen met behoud van gage, en vervangen door de tweede secretaris. Weer hersteld ging Bruininck in 1738 als commissaris naar Bantam voor onderhandelingen met de vorst. Het jaar daarop trouwde hij met de 27-jarige Hermina Tolling, een dochter van de advocaat-fiscaal en lid van de Raad van Indië Laurens Tolling. Ze zouden drie kinderen krijgen.

### Ceylon
Op 31 juli 1739 werd Bruininck benoemd tot gouverneur van Ceylon. Hij verving Gustaaf Willem van Imhoff. Deze had in november 1738 al toestemming van de Heren XVII gekregen om zijn gouverneurschap over te dragen aan de commandeur van Jaffna, Gualterus Wouters, en terug te keren naar Batavia. Wouters was intussen overleden, zodat de Raad van Indië in zijn plaats Bruininck benoemde. Hij vertrok op 30 oktober en kwam via Malakka op 10 februari 1740 in Colombo aan. Van Imhoff overhandigde hem een uitgebreide memorie van overdracht en vertrok op 12 maart naar Batavia, waarop Bruininck aan zijn nieuwe functie begon. Zijn aankomst was door een gezantschap van de onderkooplieden Ras Maquet en Pieter de Salve aan de nieuwe koning van Kandy, Vijaya Rajasingha (sinds mei 1739 op de troon) gemeld, vergezeld van een jonge leeuw en een phaeton (koets) als geschenken. Bovendien brachten ze op zijn verzoek een prinses uit Madoera mee zodat hij, zelf ook een Tamil uit Madoera, er mee kon trouwen. De koning gaf Ras en De Salve een gouden ketting en een houwer, en verleende de Compagnie weer toestemming voor het schillen van kaneel en het transport van olifanten op zijn grondgebied. Nadat bericht kwam van het huwelijk stuurde Bruininck een tweede gezantschap naar Kandy met nog meer geschenken.
Lang kon Bruininck niet van zijn nieuwe functie genieten. De Heren XVII waren het niet eens met zijn benoeming en schreven op 25 augustus 1740 dat hij naar Batavia moest terugkeren en zijn functie van eerste secretaris van de Raad weer opvatten. Hij moest het gouverneurschap voorlopig overdragen aan de commandeur van Galle, Daniël Overbeek. Ze lieten de definitieve keuze voor de gouverneurspost over aan Van Imhoff, die zij in december als de nieuwe gouverneur-generaal van Indië benoemden. Deze had zijn vriend Julius Stein van Gollenesse, de commandeur van Malabar op het oog. Omdat Van Imhoff door de huidige gouverneur-generaal (en Bruinincks zwager) Valckenier terug naar de Republiek werd gestuurd ging dat (voorlopig) niet door.

### Batavia
Op 18 maart 1742 was Bruininck met zijn gezin weer terug in Batavia. Hij vroeg daar met stilstand van gage buiten dienst van de Compagnie in Batavia te mogen blijven. Dit werd toegestaan. Wel trachtte de Compagnie nog financiële verliezen op hem te verhalen omdat hij ondanks een opdracht van Batavia de koers van de fanum aan de Coromandelkust niet had verlaagd en het schip de Opperdoes meer peper had kunnen vervoeren als de bagage van Bruininck niet zoveel plaats had ingenomen. Het verweer van Bruininck dat de Compagnie juist voordeel had van het vervoer van zijn bagage vond de Compagnie niet overtuigend. Hij moest 2100 rijksdaalders betalen. In 1749 overleed hij in Batavia.